# Людвік Зайдлер
Людвік Зайдлер (1905—1985) — польський астроном, історичний письменник, ентузіаст і популяризатор астрономії, співробітник Інституту технічних досліджень авіації і Головного управління мір, активний учасник Польського товариства любителів астрономії, головний редактор астрономічного журналу «Уранія».

## Біографія

### Період ІІ Республіки
Після закінчення 1925 року чоловічої гімназії імені Казімєжа Кульвеця у Варшаві, він вивчав астрономію у Варшавському університеті (від 1925 і приблизно до 1930). Проходив строкову службу в 45-му Піхотному полку прикордонних стрільців у Рівному. Потім до початку війни працював асистентом астрономічної обсерваторії Варшавського університету. Займався в основному організацією, розвитком і обслуговуванням служби часу. У 1938 році він одночасно обійняв посаду конструктора відділу бортових приладів, а потім завідувача відділом навігації в Авіаційно-технічному інституті, був співавтором підручника «Авіаційна навігація» для офіцерів авіації.

### Період Другої світової війни
Після початку війни разом з усім інститутом був евакуйований за Буг. Опинився не території, зайнятій радянськими військами і далі працював асистентом астрономічної обсерваторії Львівського університету. Там він займався підготовкою до спостереження видимого в Алма-Аті повного сонячного затемнення. Але спостереження, заплановане на вересень 1941 року, не відбулося через початок німецько-радянської війни. Наприкінці 1941 року Зайдлер повернувся до Варшави і влаштувався математиком у страхову компанія «Майбутнє» (Przyszłość), де працював до початку Варшавського повстання. Після поразки повстання переселений до Ченстохови, де працював керівником міської астрономічної обсерваторії та керівником метеорологічної станції Державного гідрологічного та метеорологічного інституту.

### Повоєнний період
Наприкінці 1945 року повернувся до Варшави. Короткий час працював у Головному статистичному управлінні, але підтримував зв'язок із Головним управлінням мір. Офіційну роботу в управлінні мір розпочав у середині 1947 року науковим співробітником і пропрацював понад 20 років до виходу на пенсію у 1970 році. Під час роботи в управлінні мір створив лабораторію вимірювання часу, яка сьогодні є незалежною лабораторією часу й частоти. Він організував всю службу часу, обладнав кімнати лабораторії найсучаснішими на той час вимірювальними приладами (еталони часу, циліндричні хронометри та ін.). Завдяки йому з 1952 року сигнал часу з Головного управління мір передається. (Раніше він передавався з Астрономічної обсерваторії Варшавського університету та Ягеллонського університету.)
Був активним ентузіастом астрономії: з 1927 року був членом Польського товариства любителів астрономії, 1964—1979 — членом головного управління, 1979—1983 — членом головної вченої ради товариства, а в 1966—1976 роках був президентом Варшавського відділення Польського товариства любителів астрономії. У 1965—1982 роках був головним редактором астрономічного журналу «Уранія».
Після смерті похований на євангельсько-аугсбурзькому цвинтарі у Варшаві.

## Книги та статті
- M. Bielicki, S. Domańska, W. Opalski, L. Zajdler, Efemeryda komety Daniel'a (1909 IV), [w:] «Uranja» 1929, nr 5/6, s. 70-72.
- Wyznaczanie dokładnego czasu za pomocą lunety południowej, [w:] «Uranja» 1932, nr 3, s. 43-47.
- Dzieje zegara, 1956, 1977, 1980
- Atlantyda, 1963, 1967, 1972, 1981, tłumaczona na język rosyjski, czeski i słowacki.
- 50 lat naszego Towarzystwa, [w:] «Urania» 1972, nr 2, s. 34-45.
- 50 lat sygnału czasu w Polskim Radiu, [w:] «Urania» 1978, nr 10, s. 301—307.
- Na marginesie sześćdziesięciolecia «Uranii», [w:] «Urania» 1979, nr 10, s. 305—309.
- Spójrzmy w niebo, [w:] «Urania» 1985, nr 7/8, s. 197—201.
- Ziemska rachuba czasu, [w:] «Urania» 1985, nr 7/8, s. 201—206.
- Kometa Halleya i katastrofa Atlantydy, [w:] «Urania» 1985, nr 7/8, s. 207—211.
- Planety, Gwiazdy, Wszechświat (współautor: Tadeusz Zbigniew Dworak, KAW 1989 ISBN 83-03-02491-4)

## Нагороди та відзнаки
- Медаль 10-річчя Народної Польщі, 1955 р
- Золотий Хрест Заслуги, 1970
- Заслужений діяч культури, 1971 рік
- Золотий Почесний знак Польського товариства любителів астрономії, 1971
- Медаль Коперника, 1973 р
- Лицарський хрест Ордена Відродження Польщі, 1975 р
- Звання Почесного члена Польського товариства любителів астрономії, 1985.